# Assessment on COVID-19 Origins
 (avril 2025).
Motif : Rares sources centrées sur ce rapport
- Archive Wikiwix
- Bing
- Cairn
- DuckDuckGo
- E. Universalis
- Gallica
- Google
- G. Books
- G. News
- G. Scholar
- Persée
- Qwant
- (zh) Baidu
- (ru) Yandex
- (wd) trouver des œuvres sur Wikidata

| 1. | Préciser le motif de la pose du bandeau. | Précisez le motif de la pose du bandeau en utilisant la syntaxe suivante : {{admissibilité à vérifier\|date=avril 2025\|motif=remplacez ce texte par le motif}}                                     |
| 2. | Informer les utilisateurs concernés.     | Pensez à avertir le créateur de l'article, par exemple, en insérant le code ci-dessous sur sa page de discussion : {{subst:avertissement admissibilité à vérifier\|Assessment on COVID-19 Origins}} |

Wikipédia ne donne pas de conseils médicaux ou sanitaires. Cet article est susceptible de contenir des informations obsolètes ou inexactes. Seul un professionnel de la santé est apte à vous fournir un avis médical, et seules les autorités sanitaires de votre pays sont compétentes pour donner des consignes de santé publique relatives à la pandémie de Covid-19.
Le rapport « Assessment on COVID-19 Origins » (en français : Évaluation des origines de la Covid-19) est un rapport d'évaluation émanant d'agences de renseignement américaines commandé par le président des États-Unis d'Amérique Joe Biden en 2021 au sujet des origines de la maladie à coronavirus 2019 (Covid-19).
Ce rapport classé « top secret » est remis le 24 août 2021 au président des États-Unis, qui demande fin mai 2021 aux services de renseignement américains de « redoubler d'efforts » pour trouver une explication à l'origine de la Covid-19. L'enquête dure donc 90 jours. Le résumé de cette évaluation est déclassifié et rendu public trois jours plus tard.

## Origine de l'enquête
Le gouvernement fédéral enquête depuis le début de la pandémie sur la possibilité d'une origine artificielle du Covid-19. En fait, les agences de renseignement américaines ont confirmé en avril 2020 qu'elles examinaient la possibilité d'une fuite de laboratoire de l'Institut de virologie de Wuhan.

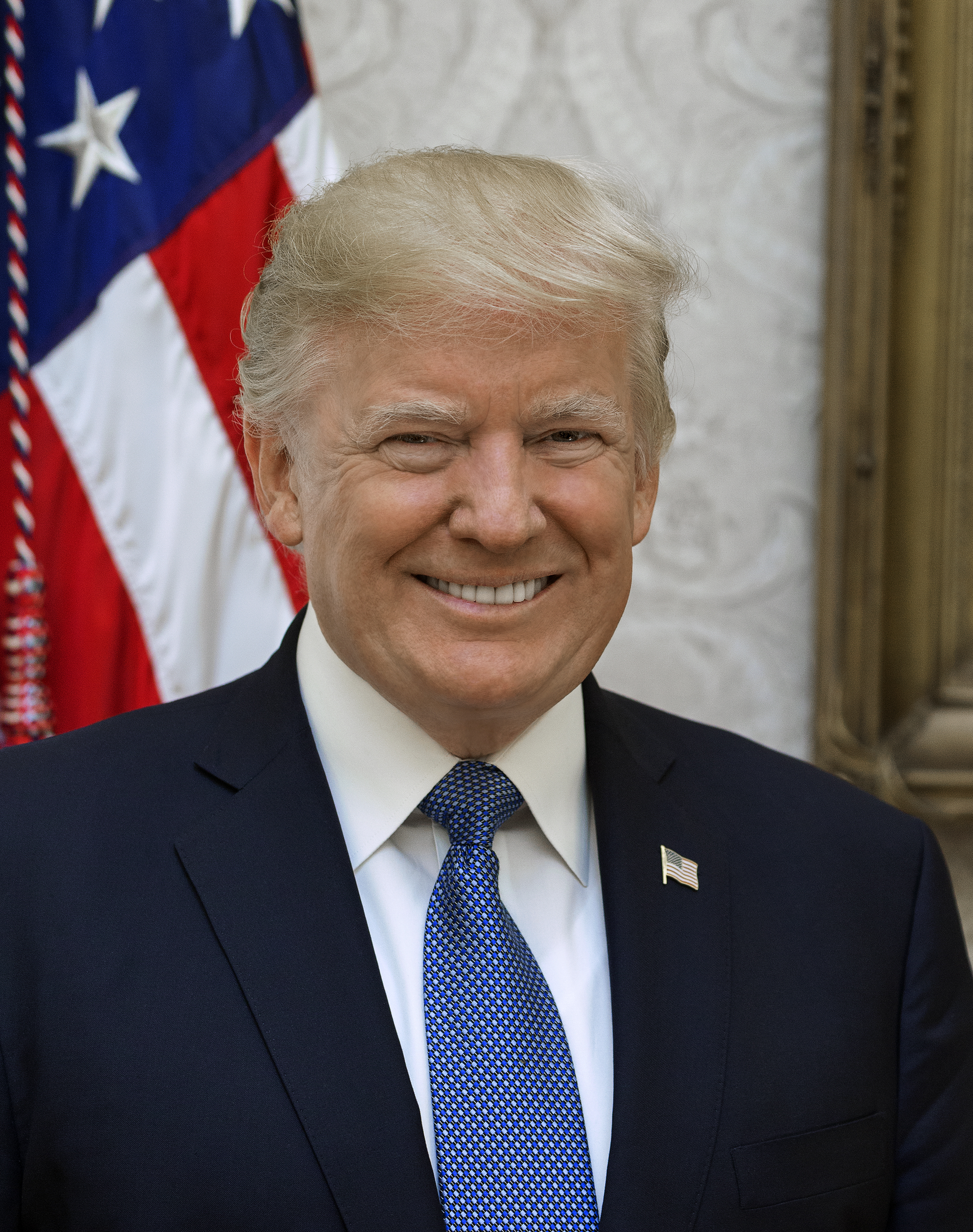
Concernant l'origine du Covid 19, le Président Donald Trump avait commandé en 2020 une enquête auprès de la MACE

L'ancien président Donald J. Trump et l'ancien secrétaire d'État Mike Pompeo déclare au public fin avril 2020 qu'il existait des preuves importantes concernant l'hypothèse des fuites de laboratoire.
En février 2021, le conseiller à la sécurité nationale des États-Unis, Jake Sullivan, presse publiquement la  Chine  et l'Organisation mondiale de la santé (OMS) d'être transparentes dans leurs processus d'enquête sur les origines du Sars-CoV-2 après avoir exprimé son mécontentement face aux premières conclusions de l'enquête de l'OMS. Le rapport complet de l'OMS est largement décrit comme un effort infructueux pour obtenir les preuves nécessaires en raison du manque d'accès approprié en  Chine . 
Ainsi, en février 2021, le Conseiller à la sécurité nationale Jake Sullivan déclare « Nous avons de fortes inquiétudes sur la façon dont les premiers résultats de l’enquête sur la Covid-19 ont été communiqués et des questions sur la procédure utilisée pour y parvenir ».

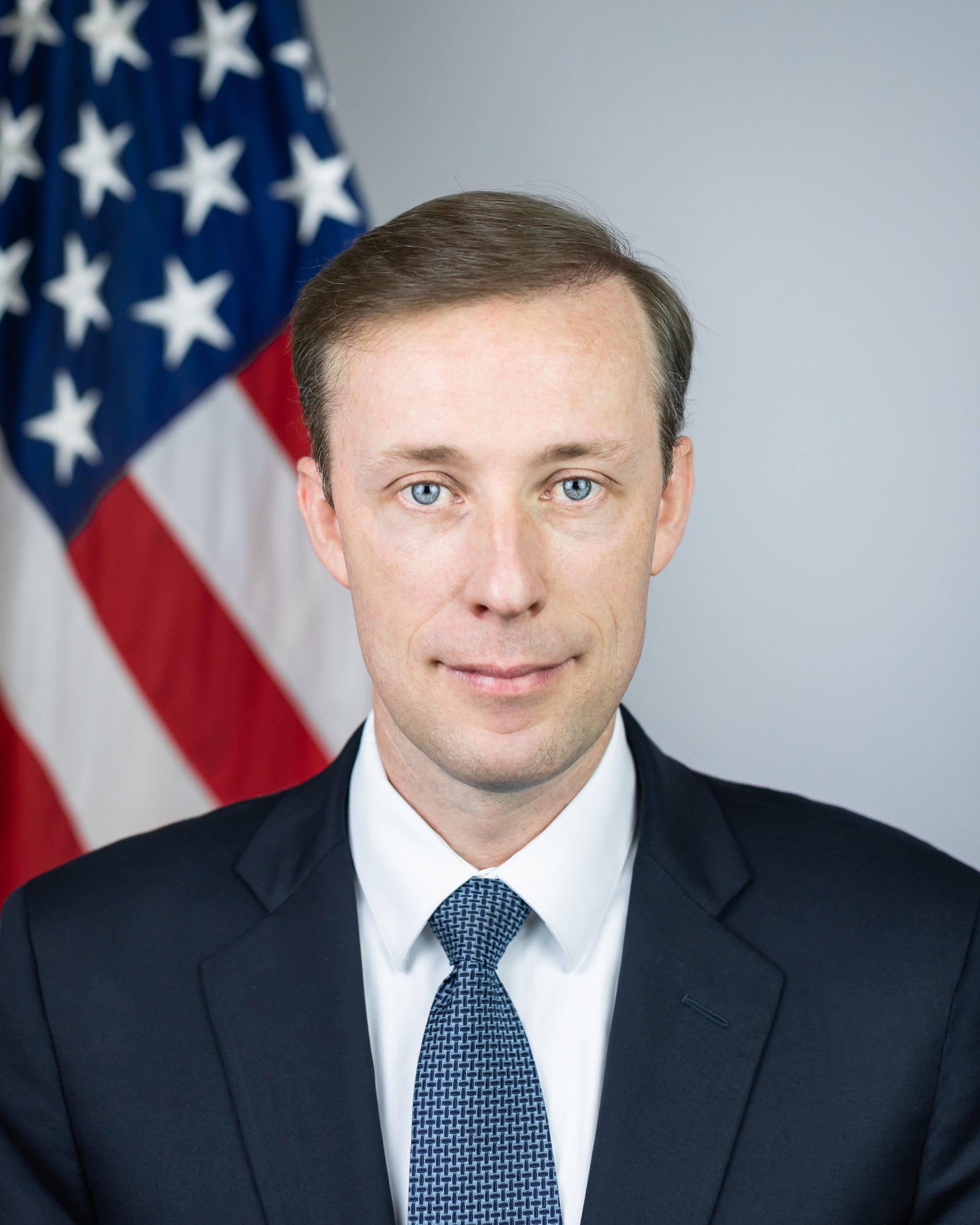
Ce sont les observations de Jake Sullivan, conseiller à la sécurité nationale des USA qui ont incité Joe Biden à commander une nouvelle enquête auprès des services de l'intelligence.

Le président Biden ordonne des examens complets à l'échelle du gouvernement pour essayer de faire la lumière sur ce qui s'est passé. Il a lancé un premier examen en mars coordonné par Jake Sullivan. Les résultats concluent qu'il s'agissait probablement de l'un de ces deux scénarios suivants : le Sars-CoV-2 est issu d'une exposition naturelle à un animal infecté ou le Sars-CoV-2 est issu d'une fuite de laboratoire. Il est donc demandé fin mai à l'ensemble du gouvernement, sur une base de 90 jours, de travailler avec des experts des différentes agences du renseignement américain sur ce sujet. C'est ainsi que Biden commande auprès de l'US intelligence community (IC), un comité qui rassemble 18 agences américaines de renseignement, cette fameuse évaluation.

## Conséquences
Les analystes considèrent que ce rapport d'enquête du renseignement américain se révèle incapable de trancher sur la question des origines de la pandémie de Covid-19.

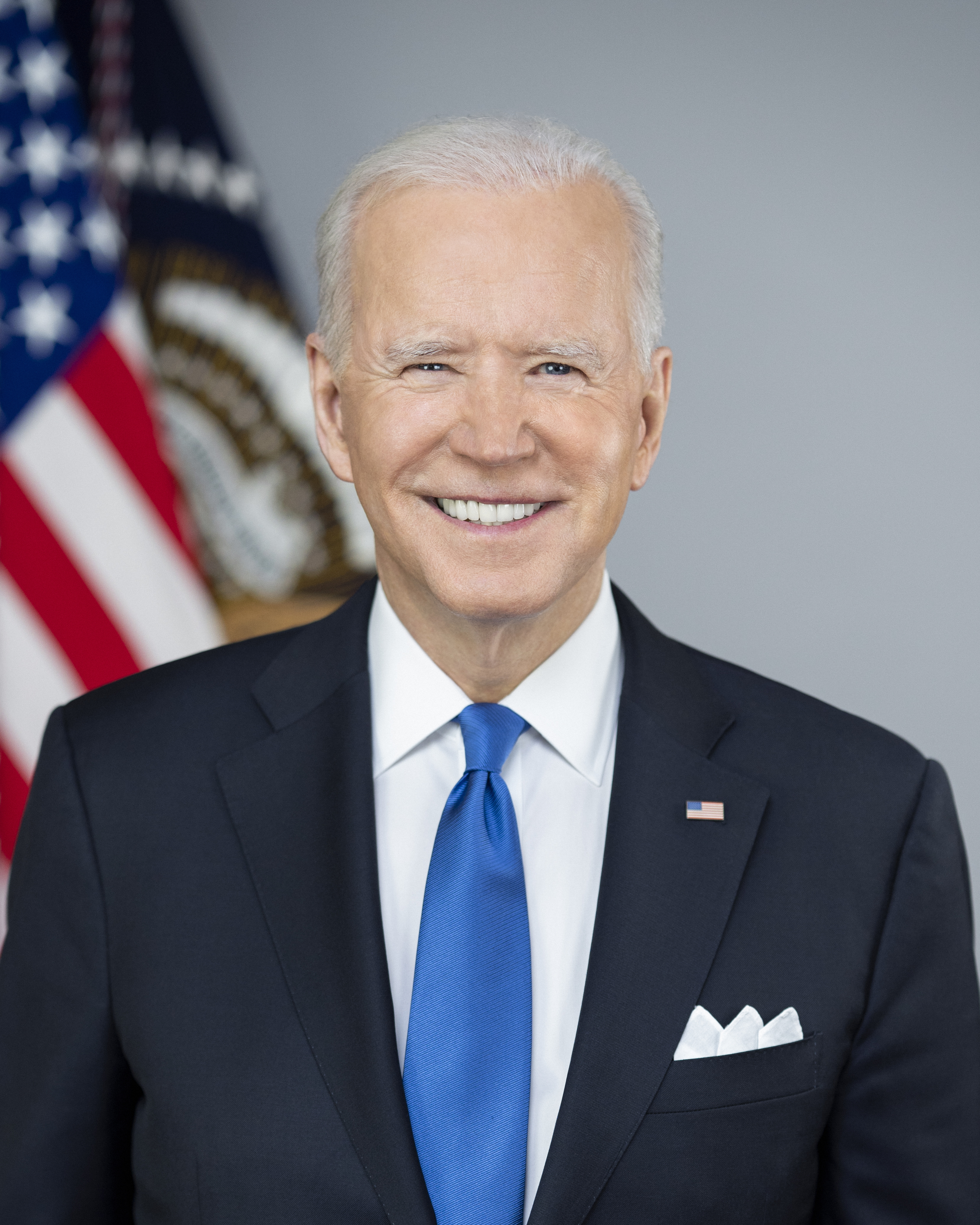
Le président Joe Biden pense que la Chine cache des informations concernant l'origine du Covid 19.

Le président Joe Biden, quant à lui, a accusé la Chine de « dissimuler des informations cruciales sur les origines de la pandémie de Covid-19 », considérant que « ces informations existent en Chine, et pourtant depuis le début, des responsables gouvernementaux en Chine œuvrent pour empêcher les enquêteurs internationaux et les acteurs mondiaux de la santé publique d'y accéder » .
Les dirigeants chinois considèrent que la Chine fait figure de bouc émissaire dans le cadre de  cette enquête.

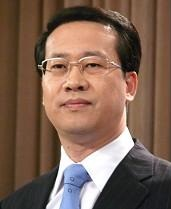
Ma Zhaoxu vice-ministre des Affaires étrangères chinois.

À ce titre, le vice-ministre des Affaires étrangères, Ma Zhaoxu, a exprimé sa désapprobation concernant cette évaluation déclarant que « Sans aucune preuve, [les agences américaines de renseignement] persistent à tisser des mensonges en vue de salir et de critiquer la Chine. Leur but est de rejeter la responsabilité sur la Chine. » et que « Plus de 25 millions d'internautes chinois ont signé une lettre ouverte réclamant une enquête sur Fort Detrick aux Etats-Unis ».